# تپه سفید کر زازل
تپه سفید کر زازل مربوط به دوران‌های تاریخی پس از اسلام است و در شهرستان املش، بخش رانکوه، روستای ملکوت واقع شده و این اثر در تاریخ ۲ آبان ۱۳۸۲ با شمارهٔ ثبت ۱۰۶۵۰ به‌عنوان یکی از آثار ملی ایران به ثبت رسیده است.